# Xyrichtys splendens
El cuchillo de lunar, doncella de lunar o lorito mordelón (Xyrichtys splendens) es una especie de peces de la familia Labridae en el orden de los Perciformes.

## Morfología
Los machos pueden llegar alcanzar los 17,5 cm de longitud total.

## Distribución geográfica
Se encuentra desde Bermuda y el sur de Florida (Estados Unidos) hasta el Brasil, incluyendo el Caribe.